# カーニアン
| 累代        | 代     | 紀       | 世           | 期                     | 基底年代 Mya |
| ----------- | ------ | -------- | ------------ | ---------------------- | ------------ |
| 顕生代      | 新生代 | 新生代   | 新生代       |                        | 66           |
| 顕生代      | 中生代 | 白亜紀   | 後期白亜紀   | マーストリヒチアン     | 72.1         |
| 顕生代      | 中生代 | 白亜紀   | 後期白亜紀   | カンパニアン           | 83.6         |
| 顕生代      | 中生代 | 白亜紀   | 後期白亜紀   | サントニアン           | 86.3         |
| 顕生代      | 中生代 | 白亜紀   | 後期白亜紀   | コニアシアン           | 89.8         |
| 顕生代      | 中生代 | 白亜紀   | 後期白亜紀   | チューロニアン         | 93.9         |
| 顕生代      | 中生代 | 白亜紀   | 後期白亜紀   | セノマニアン           | 100.5        |
| 顕生代      | 中生代 | 白亜紀   | 前期白亜紀   | アルビアン             | 113          |
| 顕生代      | 中生代 | 白亜紀   | 前期白亜紀   | アプチアン             | 125          |
| 顕生代      | 中生代 | 白亜紀   | 前期白亜紀   | バレミアン             | 129.4        |
| 顕生代      | 中生代 | 白亜紀   | 前期白亜紀   | オーテリビアン         | 132.9        |
| 顕生代      | 中生代 | 白亜紀   | 前期白亜紀   | バランギニアン         | 139.8        |
| 顕生代      | 中生代 | 白亜紀   | 前期白亜紀   | ベリアシアン           | 145          |
| 顕生代      | 中生代 | ジュラ紀 | 後期ジュラ紀 | チトニアン             | 152.1        |
| 顕生代      | 中生代 | ジュラ紀 | 後期ジュラ紀 | キンメリッジアン       | 157.3        |
| 顕生代      | 中生代 | ジュラ紀 | 後期ジュラ紀 | オックスフォーディアン | 163.5        |
| 顕生代      | 中生代 | ジュラ紀 | 中期ジュラ紀 | カロビアン             | 166.1        |
| 顕生代      | 中生代 | ジュラ紀 | 中期ジュラ紀 | バトニアン             | 168.3        |
| 顕生代      | 中生代 | ジュラ紀 | 中期ジュラ紀 | バッジョシアン         | 170.3        |
| 顕生代      | 中生代 | ジュラ紀 | 中期ジュラ紀 | アーレニアン           | 174.1        |
| 顕生代      | 中生代 | ジュラ紀 | 前期ジュラ紀 | トアルシアン           | 182.7        |
| 顕生代      | 中生代 | ジュラ紀 | 前期ジュラ紀 | プリンスバッキアン     | 190.8        |
| 顕生代      | 中生代 | ジュラ紀 | 前期ジュラ紀 | シネムーリアン         | 199.3        |
| 顕生代      | 中生代 | ジュラ紀 | 前期ジュラ紀 | ヘッタンギアン         | 201.3        |
| 顕生代      | 中生代 | 三畳紀   | 後期三畳紀   | レーティアン           | 208.5        |
| 顕生代      | 中生代 | 三畳紀   | 後期三畳紀   | ノーリアン             | 227          |
| 顕生代      | 中生代 | 三畳紀   | 後期三畳紀   | カーニアン             | 237          |
| 顕生代      | 中生代 | 三畳紀   | 中期三畳紀   | ラディニアン           | 242          |
| 顕生代      | 中生代 | 三畳紀   | 中期三畳紀   | アニシアン             | 247.2        |
| 顕生代      | 中生代 | 三畳紀   | 前期三畳紀   | オレネキアン           | 251.2        |
| 顕生代      | 中生代 | 三畳紀   | 前期三畳紀   | インドゥアン           | 251.902      |
| 顕生代      | 古生代 | 古生代   | 古生代       |                        | 541          |
| 原生代      | 原生代 | 原生代   | 原生代       |                        | 2500         |
| 太古代      | 太古代 | 太古代   | 太古代       |                        | 4000         |
| 冥王代      | 冥王代 | 冥王代   | 冥王代       |                        | 4600         |
| 1. 2. 3. 4. |        |          |              |                        |              |

カーニアン（英語: Carnian）は、約2億3700万年前から約2億2700万年前にあたる後期三畳紀の地質時代の一つ。名称はオーストリアのケルンテン地域に由来し、日本語では言語的揺らぎによって「カールニア期」「カルン期」など多数の別称がある。
なお、「カーニアン階」「カールニア階」という名称があるが、時代を示すものではない。「階」とは時代を示すものではなく地層に対して当てられる単位（層序名）であり、層序名「カーニアン階」「カールニア階」と時代名「カーニアン期」「カールニア期」は対を成す関係である。詳しくは「累代」を参照のこと。

## 層序学的定義

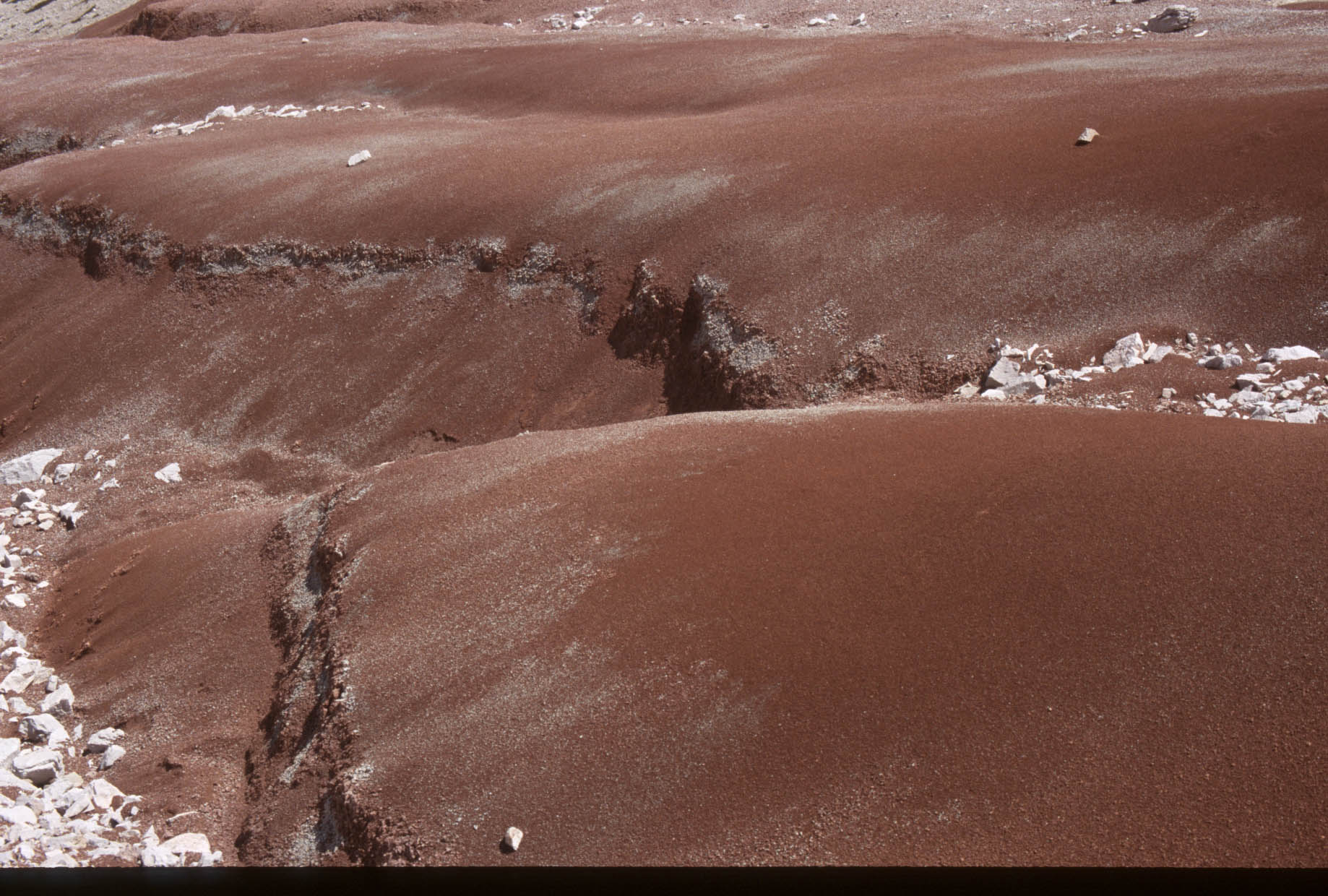
北部イタリアドロミーティの上部カーニアン階トラヴェナンゼス累層の沖積平野の赤い粘土

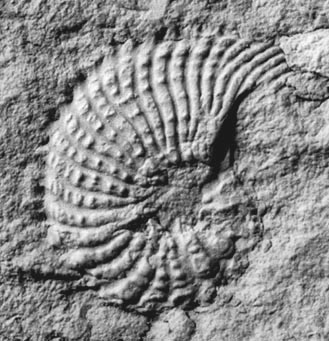
南アルプスドロミーティのヴァル・バディアに分布するサン・カッシアーノ累層から産出した Brotheotrachyceras brotheus。このアンモナイトは下部カーニアンの示準化石である。

カーニアンは1869年にヨハン・オーガスト・ゲオルグ・エドモンド・モジソヴィッチ・フォン・モジスバーが命名し、この名前はオーストリアのハルシュタットに位置する石灰岩の露頭の一部を言及する際に初めて使用された
カーニアン階の基底はアンモナイトの種である Daxatina canadensis が初めて出現する層序記録上の場所と定義されている。基底のグローバル・リファレンス・プロファイルはイタリアの南ティロル地域ヴァル・バディア近くの Stuores-Wiesen に位置する。

## 出来事
約2億3000万年前にはカーニアン多雨事象が生じ、地球規模の気候変動と生物相の変遷が引き起こされた。それまで乾燥していた気候が100万年以上も湿潤化し、アンモナイトやコノドント、外肛動物およびウミユリ綱が多く絶滅した。カーニアン湿潤化イベントに続いて恐竜や鱗竜類が出現し、球果植物門や石灰質の微生物、イシサンゴ目が繁栄した。
カーニアンからヘッタンギアンにかけては二枚貝の科数が急激に増大した時期にあたる。最も原始的とされる恐竜のエオラプトルは約2億3100万年前から約2億2800万年前にかけて生息しており、恐竜が出現した時代でもある。

## 日本において
岐阜県犬山地域に分布する美濃帯上部三畳系はノーリアンの前期/中期境界を除いてカーニアンからT-J境界まで古地磁気が観確認されており、三畳系のうちセクションH・R・Kはカーニアンからノーリアンにかけては北半球の低緯度、レーティアンでは北半球の高緯度で堆積したことが示唆されている。
山口県の秋吉帯を構成する陸棚堆積物は大嶺地域・厚保地域・厚狭地域に分布し、このうち大嶺地域の三畳系は1939年に平原層・桃ノ木層・麻生層に区分けされ、うち麻生層はカーニアン - ノーリアンあるいはレーティアン階とされた。西南日本内帯の京都府東南部丹波帯地福谷と西南日本外帯の徳島県秩父南帯久井谷からは後期三畳系のコノドント化石が産出し、両地域の堆積物はカーニアン期にはパンサラッサ海低緯度地域イザナギプレート上のイザナミ海台およびその周辺の海底に分布していたと考えられている。カーニアン期に続くノーリアン期ではこれらは東西へ北上した。
九州地方では、熊本県五木村元井谷最上流部の三宝山サブテレーンの火山砕屑岩層から産出した二枚貝化石により、同層がカーニアン階であることが示唆されている。